# Паоло Бої
Паоло Бої (на прізвисько Сіракузець; італ. Paolo Boi; 1528, Сіракузи — 1598, Неаполь) — один з найкращих італійських шахістів XVI століття. Багато подорожував; грав у багатьох містах Італії, а також у Туреччині й Угорщині. Відвідав Мадрид (1575), де виграв у найкращих іспанських шахістів Р. Лопеса й А. Серона при дворі Філіпа II.